# Renato Zaccarelli
Renato Zaccarelli (ur. 18 stycznia 1951 w Ankonie) – włoski piłkarz, pomocnik. Długoletni zawodnik Torino FC.
W 1966 trafił do Torino, gdzie grał w zespołach juniorskich. Piłkarzem pierwszego składu Torino był w latach 1974–1987. Wcześniej grał w Catanii, Novarze (1971–1973) i Hellas Werona (1973–1974). W 1976 został mistrzem Włoch. W Serie A rozegrał łącznie 347 spotkań i zdobył 22 bramki.
W reprezentacji Włoch zagrał 25 razy (2 gole). Debiutował 26 października 1975 w meczu z Polską, ostatni raz zagrał w 1980. Grał na mistrzostwach świata w 1978 (5 spotkań, jeden gol). W 1980 znajdował się w kadrze na ME 80. Na obu imprezach Italia zajęła czwarte miejsce.